# Mindent bele, fiúk!
A Mindent bele, fiúk! (eredeti cím olaszul: Più forte, ragazzi!, angolul: All the Way, Boys!) 1972-ben bemutatott olasz kaland–filmvígjáték, amelynek főszereplői Bud Spencer és Terence Hill. A duó első olyan filmje, amely a modern időkben játszódik, bizonyítva, hogy nemcsak spagettiwesternekben állják meg a helyüket. Ezzel megnyílt az út olyan későbbi sikerfilmek előtt, mint a Különben dühbe jövünk, a Bűnvadászok vagy a Kincs, ami nincs.
A Plata nyakában medálként lógó sörnyitó azt súgja, hogy itt inkább a poénokon lesz a hangsúly és nem a szúrós szemmel egymást fürkésző sivatagi leszámolásokon.
Enzo Barboni Az ördög jobb és bal keze 1-2 után után már nem akart újabb pofozkodós westernvígjátékot csinálni a Spencer-Hill-páros főszereplésével, mert túl szűknek érezte az ördögszekeres-banditás környezetet.
Az élőszereplős játékfilm rendezője Giuseppe Colizzi, producere Italo Zingarelli. A forgatókönyvet Barbara Alberti írta, Giuseppe Colizzi és Amedeo Pagani, a zenéjét Guido és Maurizio de Angelis szerezte. Ez volt az utolsó közös filmjük Colizzivel, azzal a rendezővel, aki megalkotta a Bud Spencer – Terence Hill párost (bár volt előtte is közös filmszerepük, de közös jelenet nélkül, eredeti nevükön). A mozifilm a Tiger Film gyártásában készült, a Delta forgalmazásában jelent meg. Műfaja kalandfilm.
Bud Spencer életrajzában a legjobb filmjének tekinti.
A külföldi forgalmazás érdekében sajnos 122 percről közel 90 percre rövidítették a filmet, értékes részeket eltávolítva. Howard Hughes filmtörténész szerint a film különböző jelenetei közötti kapcsolat megszűnt a rövidítés következtében.

## Bemutatók[4]
| Ország        | Dátum               | Forgalmazó                           | Külföldi cím                                        |
| ------------- | ------------------- | ------------------------------------ | --------------------------------------------------- |
| Olaszország   | 1972. december 22.  | Delta                                | Più forte, ragazzi!                                 |
| NSZK          | 1973. március 6.    | Taurus (mozi és VHS), Markting (VHS) | Zwei Himmelhunde auf dem Weg zur Hölle              |
| Hollandia     | 1973. április 12.   | Universal Film Agency                | De vier vuisten de lucht in                         |
| Franciaország | 1973. június 15.    | Thorn Emi Video                      | Maintenant, on l'appelle Plata                      |
| Usa           | 1973. június        | AVCO Embassy Pictures                | All the Way, Boys!                                  |
| Kanada        |                     | Astral Films                         | All the Way, Boys!                                  |
| Svédország    | 1973. augusztus 20. | Succéfilm AB                         | Ös på grabbar                                       |
| Spanyolország | 1973. szeptember 5. |                                      | ¡Más fuerte, muchachos!                             |
| Magyarország  | 1992. november 6.   | MOKÉP                                | Mindent bele, fiúk! (MOKÉP), Gyémántvadászok (VICO) |

### Bevételek
A bemutatásakor 1972-73-ban a bevétel 4.648.002.000 líra volt, ami 10.085.447 nézőt jelentett Olaszországban. Abban az évben a negyedik legtöbb bevételt hozó film lett Olaszországban, csak három film tudta megelőzni: A Keresztapa, Az Utolsó Tangó Párizsban és a Malizia.

### Videó kiadások

#### Magyarország
1992. május VICO VHS piacra kerül Gyémántvadászok címmel. Hossza 1:43:27 (második szinkron, hosszabb mint a Mokép-es változat). 
1993. május 1. a Mokép kiadta VHS-en, saját szinkronjával, de a kazettán valamiért csak a Mindent bele! címet tüntették fel. 
2003. augusztus 15. Mindent bele, fiúk! (VHS/DVD) Kiadó: RTL Filmklub. Képarány: 1.66:1. Mokép-es szinkront kapta meg. Ezt később új borítóval újra kiadták. Hossza:1:29:18.
Blu-ray-en hazánkban soha nem jelent meg.
Online videós oldalakon fellelhető egy magyar nyelvű full HD teljesebb verzió (Mokép szinkron), ahol a szinkron hiányos részeken magyar felirat olvasható, német szöveggel vegyítve (1:45:38). Ez azonos a német bővített változattal.

#### Olaszország
2016 áprilisában a CG Entertainment jelentette meg Olaszországban. Az eredeti Medusa cég által kiadott változathoz képest néhány részt felújítottak. Az eredmény nem lett egységes, mivel csak bizonyos jeleneteket érintett. Ezek a lemezek olasz filmarchívum  másfél perces filmhíradó részleteit tartalmazzák a szokásos extrák mellett.
Olasz szinkron hangok: 
A film munkanyelve angol volt, így az olasz változatot is szinkronizálni kellett. Az olasz változat erősen vágott, rövidebb mint az angol és német nyelvű.
Pino Locchi: Plata
Glauco Onorato: Salud

#### Németország
2001-ben EMS New Media jelentette meg először DVD-n Németországban speciális változatban. 2009-ben a 3L adta ki a nemzetközi változatot. Ebben a változatban is olyan plusz jelenetek, amik a német változatban nem jelentek meg.Ugyanakkor a speciális német változatban is voltak olyan jelenetek, amelyek nem voltak benne a német változatban. A kettőből nem csináltak egy minden jelenetet tartalmazó közös változatot

## Cselekmény
Egy roncstelepre való öreg DC-3-as gép billeg a repülőtér leszállópályája fölött, egyik motorja füstöl, a kényszerleszállás elkerülhetetlen. Mivel a fék is elromlott, gép a hangár oldalába ütközik. Tűzoltóautók és mentők szirénázva sietnek a bajba jutott pilóták segítségére, akiknek azonban a haja szála sem görbült a kalandban. Noha jelentkezniük kellene az incidens miatt a repülőtér parancsnokánál, ők mintha mi sem történt volna, a gépet hátrahagyva elsétálnak, majd mosolyogva kötik el az utcán az első autót.
Plata (Terence Hill) és Salud (Bud Spencer) egy kétes hírű cégnek dolgoznak az Amazonas dzsungelében. A vállalkozás biztosítási csalásokra specializálta magát. Ezúttal egy repülőgépet kell a dzsungel fölött megsemmisíteniük. Az öreg gép magától is lezuhan. Plata és Salud a folyó sodrását követve néhány nap alatt lakott területre érkezik. A faluban él egy öregember, mindenki azt hiszi róla, hogy bolond. Széltében-hosszában azt meséli, hogy a magas hegyek aljában smaragdot talált. Eljutnak egy gyémántcsiszoló táborig, ami egy bizonyos Ears úr felügyelete alá tartozik. Az emberek neki dolgoznak, ellene soha, a megfélemlítések miatt. Amikor kiderül, hogy az öreg igazat beszél, megírják a lelőhelyről a dokumentumokat, ahelyett azonban, hogy ügyvédhez fordulnának, elkezdenek harcolni Ears cége ellen, aki a rendőrség korrupt parancsnokát is meggyőzi, hogy félre kell állítani a két gyémántvadászt. A börtönből megszöknek, és magukkal viszik az elkobzott dokumentumokat is, ezért a végeredmény: övék a dokumentum a milliókat érő lelőhelyről, ami így őhozzájuk tartozik, viszont körözik őket Kolumbiában, így Salud megjegyzése szerint: "Milliárdosok vagyunk, de nincs egy centünk sem".

## Szereplők
| Szereplő                     | Színész             | Magyar hang            | Magyar hang                |
| Szereplő                     | Színész             | Gyémántvadászok (VICO) | Mindent bele fiúk! (Mokép) |
| ---------------------------- | ------------------- | ---------------------- | -------------------------- |
| Plata                        | Terence Hill        | Szersén Gyula          | Ujréti László              |
| Salud                        | Bud Spencer         | Kránitz Lajos          | Bujtor István              |
| Mr. Ears                     | Reinhard Kolldehoff | Simon György           | Gruber Hugó                |
| Férfi a dzsungelben          | Ferdinando Murolo   | Balázsi Gyula          | Ujlaki Dénes               |
| Naso                         | Riccardo Pizzuti    | Vitay András           | Vass Gábor                 |
| Pilóta                       | Carlos Muńoz        | Koroknay Géza          | Balázs Péter               |
| Öreg                         | Cyril Cusack        | Szabó Ottó             | Kun Vilmos                 |
| Daveira                      | Michel Antoine      | N/A                    | Izsóf Vilmos               |
| Salud testvére               | Alexander Allerson  | Csernák János          | Verebély Iván              |
| Naso társa                   | Antoine Saint-John  | N/A                    | Haás Vander Péter          |
| Maranói diszpécser           | Raffaele Mottola    | Cs. Németh Lajos       | Makay Sándor               |
| Repülőtér vezetője           | N/A                 | Cs. Németh Lajos       | Kisfalussy Bálint          |
| Billiárdos férfi             | N/A                 | Cs. Németh Lajos       | Elekes Pál                 |
| Maranói diszpécser kollégája | N/A                 | Várkonyi András        | Imre István                |
| Clarita, Salud unokahúga     | N/A                 | Csere Ágnes            | Györgyi Anna               |
| Mama Margarita               | N/A                 | N/A                    | Némedi Mari                |
| Korrupt rendőrfőnök          | N/A                 | Kristóf Tibor          | Perlaki István             |
| Férfi a folyónál             | N/A                 | N/A                    | Szélyes Imre               |

## Filmzene
- Oliver Onions: főcímzene: Flying through the air!

## Játékidő[7]
- 115 perc[8] vagy 120 perc Olaszország
- 106 perc NSZK
- 105 perc USA
- 103 perc Svédország
- 94 perc Hollandia
- 92 perc Spanyolország
- 90 perc Nemzetközi változat
- 1:29:18 Magyarország (MOKÉP, RTL-Klub DVD)[9]
- 1:43:27 perc Magyarország (VICO)

Különbségek a verziók között megtalálható ezen az oldalon

## Film technikai jellemzői[10]
- Hangkeverés: Mono
- Hangkeverés: C.D.S. (hangstúdió), Lodio Cinematografica (hangstúdió)
- Színes
- Képarány: 2:35:1
- Negatív formátuma: 35 mm
- Laboratórium: Technospes S.P.A., Róma
- Laboratórium: Deluxe, (USA-ban forgalmazott kópiák)

## Díjak
1973 Golden Screen NSZK
1973 Olasz Filmes Újságírók Szövetségének Ezüst Szalag díját a legjobb filmbetétdalért. Guido és Maurizio De Angelis: Flying through the air!

## Helyszínek

### Történet szerinti helyszínek:
A film története főleg a brazíliai dzsungelben játszódik. A dzsungel feletti repülés során megemlítik Macapát és Santarémet. Egy repülőtérrel kommunikálnak, ami Maranhão államban található Santarém pedig Pará államban. Salvador de Bahia városát említik a film végén.

### Forgatási helyszínek
- A legelső repülőtér, ahol lezuhannak: Eldorado International Airport  Colombiai Bogotában található. Ezt követően Bogotá belvárosában kocsikáznak.
- Az ezt követő tengerparti részeket Cartagenaban forgatták, ami több mint 640 km-re van Bogotától a Karib-tenger mellett.
- Catalina PBY felszállása Simon Bolívar International Airporton történt Santa Martában Kolumbiában.
- Egyéb repülőtér: Medellín Airport
- A film készítése idején Kolumbia jóval biztonságosabb volt mivel az erőszak és a drog kereskedelem nem volt ennyire széleskörűen elterjedt.
- A forgatás 6 hónapig tartott Kolumbiában: 22 nap Bogota, 2 hét Girardot, 3 hét Ibaqué, 2 hét Santa Márta, 1 hét Barranquilla, 1 hónap Cartagena, 2 hét Riohacha és Maicao közötti területen. Maiciao a venezuelai határ közelében helyezkedik el.[11]

## Repülőgépek[12]
- Ez első sokáig füstölő, majd lezuhanó gép típusa: Douglas DC–3
- A film elején egy Douglas DC-4 van a kifutón, miközben Plata és Salud megkezdi a leszállást a Douglas DC-3-mal.
- A második lezuhanó gép típusa felül elhelyezett motorokkal: Catalina PBY-5A [13]
- A hangárban álló fémszínű gép egy Lockheed T-33 Shooting Star, ahol Platáék tárolják a Douglas DC-3-at.
- Mr Ears-szae egy kétfedeles Boeing Stearman PT-17-tel versenyeznek.
- Salud a súlyosan sebesült fiút egy  de Havilland Canada DHC-2 Beaver Mk.1-el szállítja el.
- A fiúk sivatagban egy  Cessna 150-et keresnek.
- Mr. Ears repülőgépe, amellyel Plata, Salud és Matto a városba repül, egy  Hawker Siddeley HS.748 Srs2A / 260.
- Egyéb géptípusok: Cessna 182

## Érdekességek
- A film forgatása után Bud Spencer sikeres pilótavizsgát tett kisgépekre és helikopterekre. 1984-ben megalapította a Mistral Air elnevezésű légiposta-vállalatát, ami nemcsak leveleket és csomagokat, de keresztény zarándokokat is szállított Olaszországból. Spencer később eladta a jól menő vállalkozását a Poste Italiane-nak, és  az így kapott mesés összegből egy szövőgyárat vett, ahol gyerekruhákat készítettek.
- A filmből egyik országban sem forgalmaznak vágatlan változatot, mert mindenhol más-más jelenet hiányzik belőle. 2018-ban felkerült a YouTube-ra egy házi videó, ami egy VHS kazetta és forgalomban lévő verziók összevágása által készült el. Ez olyan jeleneteket tartalmaz, amiket eddig csak 1972-ben, az olasz mozikban láthattak a nézők. Jelenleg ez tekinthető a film leghosszabb változatának.

## Televíziós megjelenések
- 1. magyar változat: TV4,[14] Mecsek TV[15]
- 2. magyar változat: RTL Klub, Film+, Film+ 2, Prizma TV / RTL+, Mozi+, Super TV2, TV2, PRIME, Moziverzum